# 丐幫
丐幫，原指露宿者的社團，後演變為武俠小說的的武俠幫會。
現實中早年的丐幫為地區性的非武裝組織。如清代北京的丐幫、丐廠，則有黃、藍杆子之別。黃杆子多屬八旗中游手好閒、橫行市井之徒，轄治宗室八旗中之丐也。丐頭則由其中位尊勢大又桀傲不馴的王公貝勒擔任，以治服群丐。
宋元話本小說《金玉奴棒打薄情郎》裏，就有出現管理乞丐的首領，稱作「團頭」，多半由當地的黑幫頭目或地痞流氓充任。團頭以「杆子」為權力象徵，藉以懲罰違犯幫規的乞丐，「打死無怨」。在金庸《射鵰英雄傳》中，將丐幫改成廣域性的武裝組織，期後在《天龍八部》、《射鵰三部曲》等金庸的著作中出現。《倚天屠龍記》中更說「明教、丐幫、少林派」，表示丐幫與明教、少林派齊名。因受歡迎，許多武俠小說家紛起效尤，甚至有板有眼地敘起各代幫主系譜。

## 歷史

### 平江不肖生小說
把乞丐寫入武俠小說，始於平江不肖生的《江湖奇俠傳》（1923年），以「叫化子伴」稱呼丐團組織，並以「袋」區分階級。

### 還珠樓主小說
還珠樓主小說《蜀山劍俠傳》（1932年）初現丐俠凌渾，《雲海爭奇記》（蜀山劍俠外傳，1938年）完善丐幫淵源、行規、家法，三祖三仙，十八行省二十七個分團等組織架構，並以五根朱漆刑杖分斷二十截，做為分團團頭信物。

### 金庸小說
在兩宋年間，當中有喬峰、洪七公及黃蓉等英明幫主領導武林，憑着「打狗棒法」和「降龍十八掌」兩大神功馳名江湖。喬峰和洪七公為當時武功最高的英雄豪傑之一，而黃蓉更是首位女幫主和當時武林罕有的女中豪傑。
但到洪七公執掌時，幫中污衣派及淨衣派兩派衝突日益明顯(起因是自喬峯之後歷代幫主都沒能發揮管理才能，因而導致丐幫當中有一部分弟子不滿而宣佈要脱離淨衣派。)，洪雖以一年淨衣，一年污衣的折衷策略應對，但效果不彰。
後來黃蓉繼任幫主，幫眾共體時艱，尚無糾紛，但黃退任後，仍選擇資質平庸的污衣派長老魯有腳繼任。
魯有腳他雖尚能以德服眾，但他被暗殺後，自耶律齊繼任丐幫幫主開始，因限於資質而無法學全丐幫絕學——降龍十八掌（新修版改為耶律齊繼任人無法學全，耶律齊本人則能學全），及無力調和兩派衝突，導致丐幫逐漸衰微。
到了《笑傲江湖》時，幫主解風雖然擁有直逼少林派方證大師的強大武功，卻被人忽略。至於《俠客行》，連賞善罰惡使者都沒邀丐幫了，再到《鹿鼎記》時代，因為幫中內戰，徹底衰微。

#### 帮主
| 帮主       | 姓名   | 出处           |
| ---------- | ------ | -------------- |
| 北宋       |        |                |
| 第八代     | 汪剑通 | 《天龙八部》   |
| 第九代     | 乔峰   | 《天龙八部》   |
| 第十代     | 游坦之 | 《天龙八部》   |
| 南宋       |        |                |
| 第十七代   | 钱帮主 | 《射雕英雄传》 |
| 第十八代   | 洪七公 | 《射雕英雄传》 |
| 第十九代   | 黄蓉   | 《射雕英雄传》 |
| 第二十代   | 鲁有脚 | 《神雕侠侣》   |
| 第二十一代 | 耶律齐 | 《神雕侠侣》   |
| 元朝       |        |                |
| 第二十五代 | 史火龙 | 《倚天屠龙记》 |
| 第二十六代 | 史红石 | 《倚天屠龙记》 |
| 明朝       |        |                |
| 第三十三代 | 解风   | 《笑傲江湖》   |
| 清朝       |        |                |
| 第四十九代 | 范帮主 | 《雪山飞狐》   |

### 梁羽生小說
梁羽生小說中丐幫分為南北兩幫，一個自然是自古就有的丐幫，稱南丐幫；另一個是《萍蹤俠影錄》上由「震三界」畢道凡的爺爺畢凌虛創立的丐幫，稱北丐幫。後來合而為一，由北丐幫的仲長統兼任幫主。

### 古龍小說
另外與金庸齊名的武俠小說大師古龍筆下則多使用「窮家幫」一詞（延伸自真實丐團組織「窮家行」），不過在薛興國代筆，古龍原著，李涼續貂之《七星龍王》裡有提到「窮家幫就是丐幫」一詞，古龍某些小說也使用丐幫一詞，但「掛名」古龍作品甚多，是否為古龍本人所寫待考。

## 架構階級（金庸小說）
在金庸筆下丐幫是自宋到清初的中原第一大幫會，並且於金庸各小說中也佔相當多的篇幅，歷代幫主中包括身為主角的蕭峰及黃蓉，而洪七公、魯有腳及耶律齊等也都是故事中重要角色。
而歷代金庸小說中，丐幫架構及職稱都有所不同，大致是以袋數分階，最多九袋，最少一袋或無袋，幫主以下多是八、九袋為管理層首腦（八袋多稱「八袋弟子」，但實際會統率幫眾），九袋一級較常出現「四大長老」的設置，另於少數年代設有「副幫主」一職。

### 《天龍八部》年代（北宋）
幫主及副幫主之下共設六位九袋長老，當中又傳功、執法長老地位又似乎略高於其餘「四大長老」，合稱「丐幫六老」，而八袋一級除「八袋弟子」外，也包括大義、大智、大勇、大仁、大禮、大信等各分舵舵主。
幫主：汪劍通（倒敘）、喬峰（第6代）、游坦之
副幫主：馬大元（倒敘）

#### 九袋
傳功長老：呂章
執法長老：白世鏡
四大長老：奚山河、宋長老、陳孤雁、吳長風

#### 八袋
「大智分舵」舵主：全冠清（後升任為九袋長老之一）
「大勇分舵」舵主：方舵主
「大義分舵」舵主：蔣舵主
另設「大仁」、「大禮」、「大信」等分舵

#### 其他
「大義分舵」副舵主：謝副舵主（沒具體提及副舵主屬七袋還是八袋）
「大勇分舵」屬下七袋弟子：張全祥
五袋弟子：劉竹莊

### 《射鵰英雄傳》及《神鵰俠侶》年代（南宋）
幫主下設四大長老，於襄陽城英雄大會時提及隨魯有腳升任幫主、簡長老逝世、彭長老叛幫後，由原八袋弟子晉升遞升遞補，仍維持「四大」之數，而八袋弟子則為數約8至9人
幫主：錢鶴星（倒敘，第17代）、洪七公（第18代）、黃蓉（第19代）、魯有腳（第20代）、耶律齊（第21代）
九袋長老：魯有腳（西路長老）、簡長老、梁長老、彭長老（後降為四袋弟子）
八袋弟子：黎生（君山大會時，統率淮南東西路）
五袋弟子：何師我（實為霍都喬裝混入，於襄陽城英雄大會時為五袋弟子）
二袋弟子：王十三（大勝關英雄大會時）
余兆興（沒具體提及等級）

### 《倚天屠龍記》年代（元代）
沒有正式的「四大長老」，但地位最高的仍包括四人（掌砵掌棒龍頭及傳功執法長老），而八袋一級則稱為「八袋長老」而非「八袋弟子」
幫主：史火龍、史紅石

#### 九袋
掌砵龍頭：「翁兄弟」
掌棒龍頭：「馮兄弟」
傳功長老
執法長老
前長老（四大長老之首）：方東白

#### 八袋
八袋長老：陳友諒、季長老、鄭長老

#### 其他
六袋弟子：宋青書（受陳友諒操控加入丐幫，暫居六袋弟子之位）

### 《笑傲江湖》年代（明代）
雖然仍受到江湖上（例如五岳劍派掌門及少林方丈）敬重，但直接參與故事發展不多，只有當中正副幫主被提及，另由向問天對話中得知有青蓮白蓮兩位「使者」，具體職級未明，而且「私生子」說法亦不能作準，只說明是幫中頗受重用的少年人物。
幫主：解風
副幫主：張金鼇
青蓮及白蓮「使者」

### 《鹿鼎記》年代（清康熙）
吳六奇提及四大長老之下為前後左右中五方護法，而護法屬八袋弟子一級（不排除除五護法外還有其他八袋弟子）
幫主：沒提及
九袋長老：孫長老
左護法（八袋）：吳六奇（重新入幫後，由一袋弟子做起）

### 《雪山飛狐》年代（清乾隆）
更名為「興漢丐幫」，除范幫主外沒提及具體事跡及架構
幫主：范幫主

## 執法
當弟子犯了錯事，執法長老的屬下執法弟子會取出法刀，讓他們自行了斷，他們的罪行不會外傳。但當丐幫弟子犯規，不得輕赦，幫主欲加寬容，亦須自流鮮血，以洗淨其罪。

## 武學和陣法
丐幫的武學只有打狗棒法和降龍十八掌。前者輕動靈便，變化多端；後者剛中有柔，威力無窮，令丐幫名滿天下。打狗棒法只限傳幫主，降龍十八掌則可傳少許給幫主的弟子。所有丐幫幫主必須學打狗棒法，但「神鵰大俠」楊過和新修版中的虛竹都是少數沒有執掌丐幫而又懂打狗棒法的人。而由於降龍十八掌並非只傳幫主繼承人，所以郭靖和只會一招神龍擺尾的黎生都會使出。
丐幫的陣法包括了殺狗陣、打狗陣、堅壁陣等。